# 牧港補給地区
牧港補給地区 (まきみなとほきゅうちく) (Machinato Service Area)、あるいはキャンプ・キンザー（英語: Camp Kinser）は、沖縄県浦添市の西部（沖縄本島中南部の西海岸）に立地するアメリカ海兵隊の兵站施設（基地）。元々は日本陸軍の南飛行場として建設されるが、未使用のまま米軍に接収され、牧港飛行場となる。1948年にさらに土地の強制接収を行い、補給基地として拡大された。
浦添市西部から浦添市北部にかけて長さ約3km、国道58号から西海岸にかけて幅約1km、市面積の約14%を占めている。戦後から沖縄の本土復帰前（沖縄返還前）にかけて、軍需物資の貯蔵や補給、修理などのための巨大な倉庫群・兵舎が建設され、米陸軍の極東随一の総合補給基地となった。現在は米海兵隊が管轄する。

## 概要
浦添市の国道58号から西側の海岸までの南北3km、東西1kmに及ぶ広大な土地を占有し、那覇新港や商業地区の西海岸と国道58号の間に位置し、都市計画と振興開発の大きな障害となっている。
- 施設面積：2.694km2[1] (2019年1月1日)
- 所有形態：国有地　0.290km2（全施設面積の約11%）、私有地　2.447km2（同約89%）
- 管理軍別：アメリカ海兵隊
- 推定兵力：約2,160人
- 使用用途別：倉庫
- 従業員数：1,154人[2]
- 管理部隊名：海兵隊キャンプ・バトラー基地司令部
- 使用部隊名：第3海兵兵站群司令部
- 使用主目的：宿舎、管理事務所及び補給処[3]

基地は 1. 倉庫地区、2. 隊舎地区、3. 住宅地区の３地区からなり、倉庫地区は国道58号線沿いに近接し、隊舎地区は施設の西側中央部に、住宅地区は施設南北に所在している。

### 名称について
キャンプ・キンザーという名称は、沖縄戦で戦死し名誉勲章を追贈された海兵隊員エルバート・ルーサー・キンザー先任伍長にちなむ。もともと、キャンプ・キンザーは沖縄市知花・登川に所在する基地 (現・キャンプ・シールズ) の名称であったが、牧港補給地区が陸軍から海兵隊に移管され、キャンプ・キンザーと改名された。

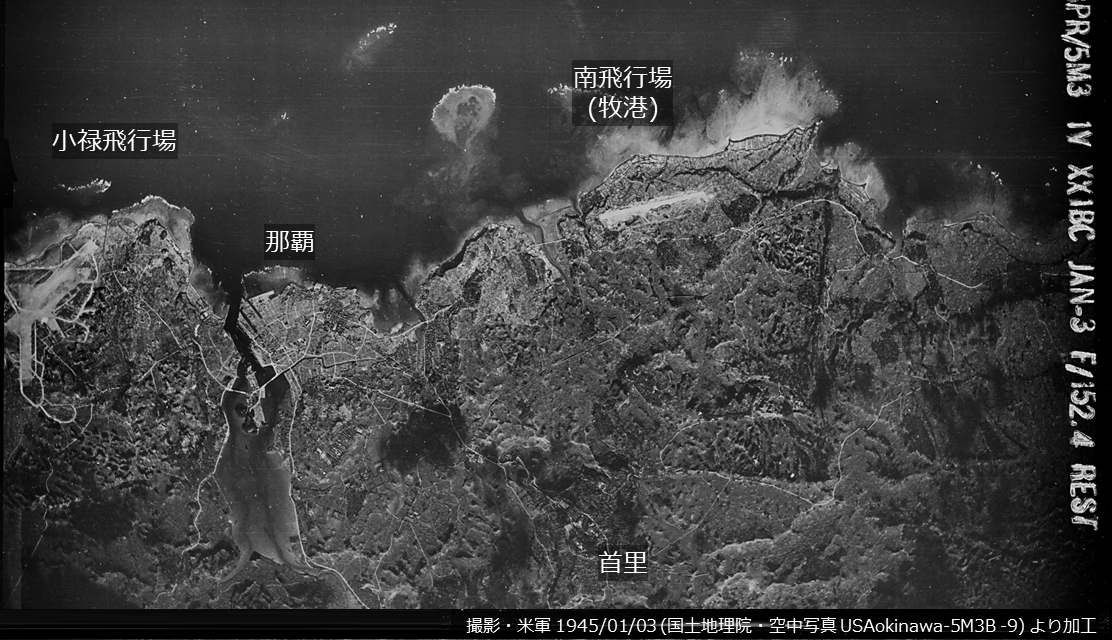
1945年1月3日に米軍が撮影した日本陸軍「南飛行場」の空中写真。

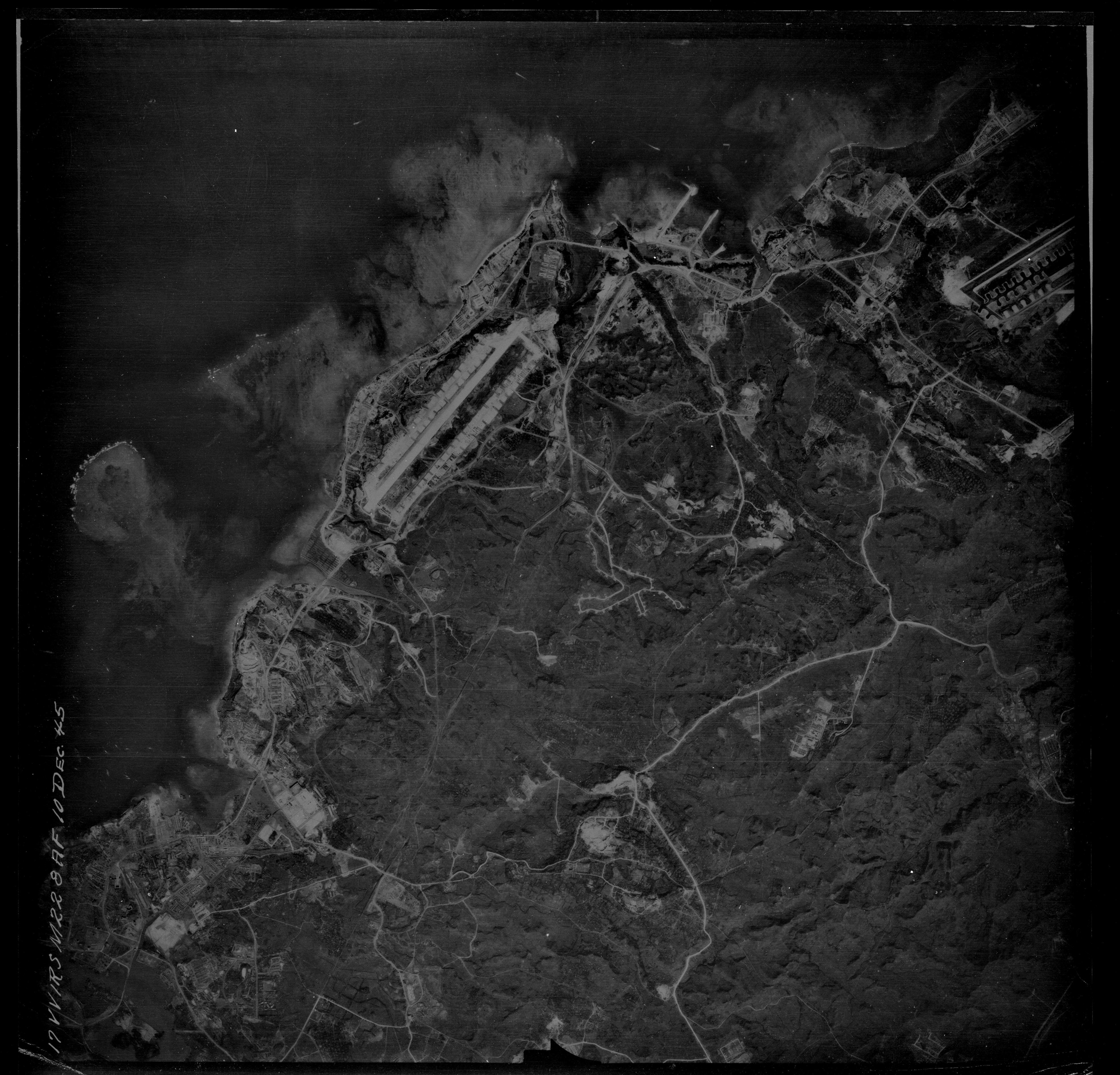
1945年12月10日に米軍が撮影した米軍「牧港飛行場」の空中写真。右側に普天間飛行場。この時期、住民は収容所に収容されていた。

## 歴史

### 日本陸軍 南飛行場
日本陸軍の「南飛行場」として建設、「仲西飛行場」とも「城間飛行場」とも呼ばれる。
- 1944年（昭和19年）5月1日 - 浦添村の城間、仲西、小湾で日本陸軍沖縄「南飛行場」として工事が始まる。いったん9月30日に完成する。1830ｍの滑走路を持つ特攻用飛行場として建設されるが、使用されないまま放棄された[4]。

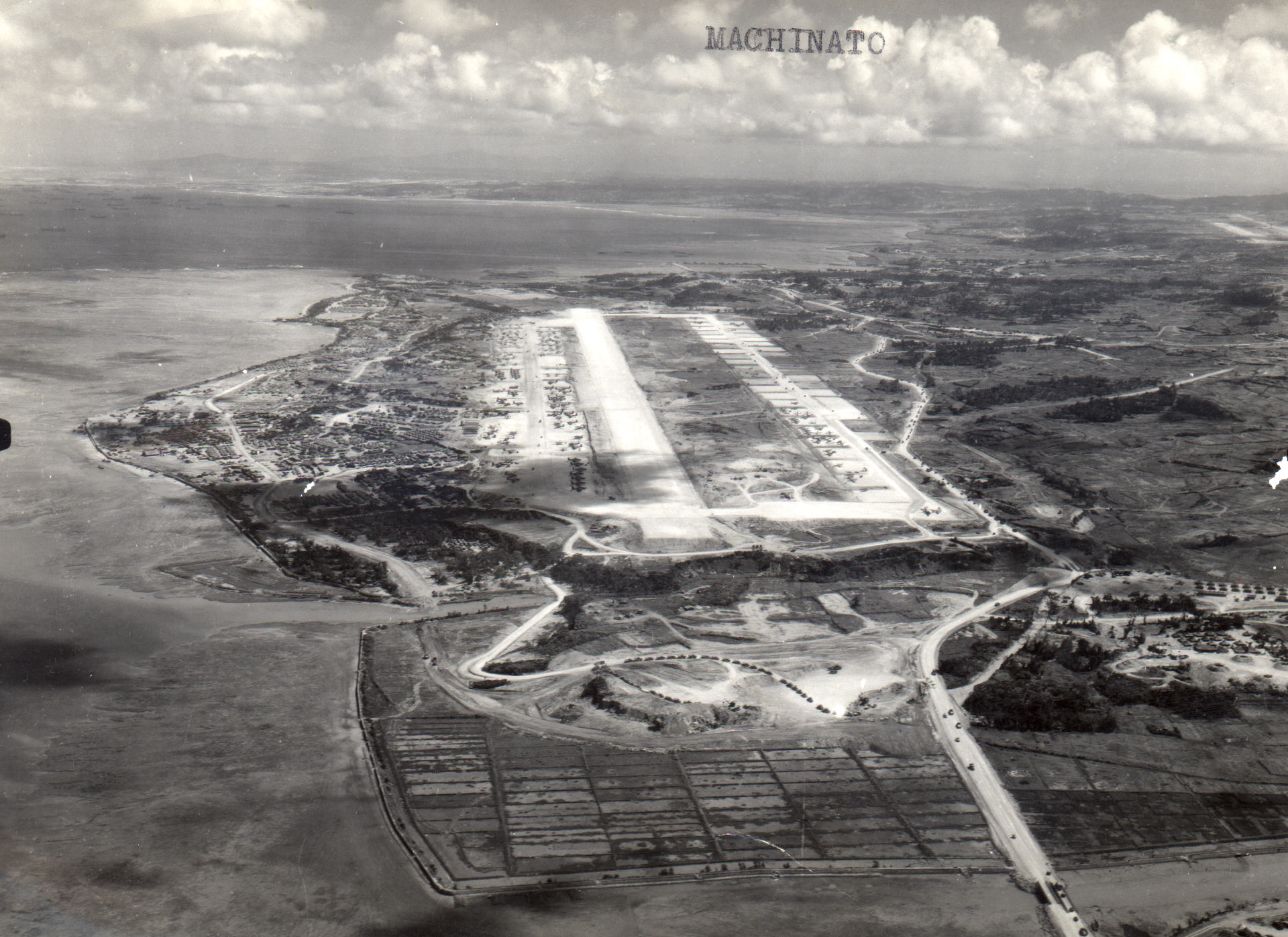
第1166工兵隊による牧港飛行場の建設は本土攻略のため1945年6月1日から始まり7週間で完成した。

### 米軍 牧港飛行場
米軍が沖縄戦で1945年4月28日に日本軍南飛行場を確保、6月1日から7週間でマチナト飛行場 (Machinato Airfield) を建設し、使用を開始した。モシナワ飛行場 (Moshinawa Airfield) とも呼ばれた。また牧港には沖縄戦の捕虜収容所 (牧港捕虜収容所) もあり、基地建設の労働力を担っていた。
- 1945年（昭和20年）4月28日 - 米軍が陸軍沖縄南飛行場を接収し、牧港飛行場を建設、戦後、物資集積所として使用される[6]。
- 1948年（昭和23年）土地、2,650,000㎡を強制接収し補給基地として拡張される。天願桟橋から米陸軍第二兵站補給団が移駐する。

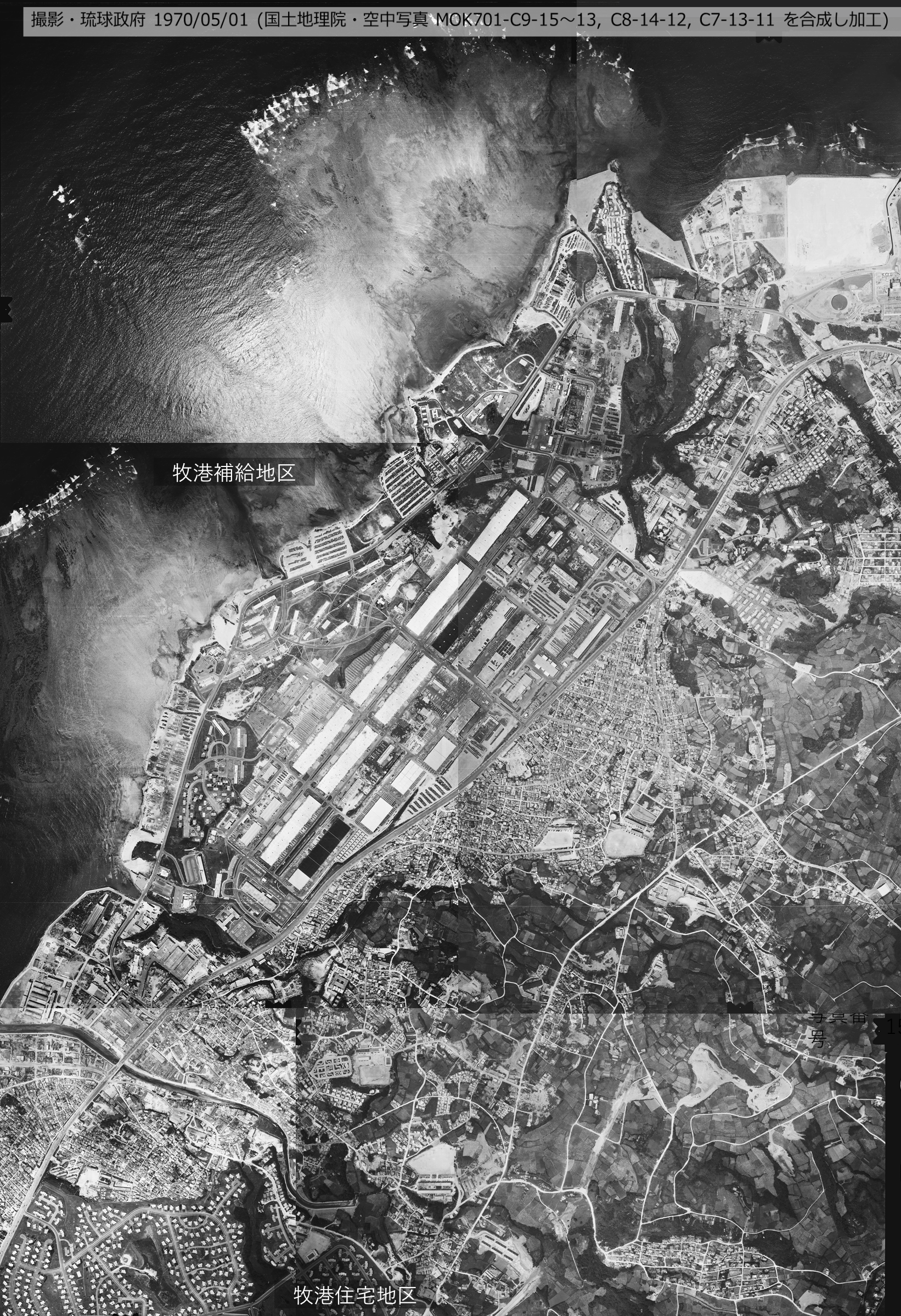
1970年の牧港補給地区。滑走路が倉庫地区となっている。左下に牧港住宅地区。

### 牧港補給地区
1948年から陸軍の牧港補給地区 (Machinato Service Area) として使用。1968年から1972年まで米国民政府が所在。1978年に海兵隊に移管。
- 1965年10月20日　米陸軍の第7心理作戦群が発足し指令部が置かれる。
- 1968年1月8日 米国民政府が那覇市泉崎から移転。
- 1972年（昭和47年） 沖縄の本土復帰（沖縄返還）の際に、最高統治機関として同地域に設置されていた米国民政府が廃止され、牧港補給地区となった。
- 1974年（昭和49年）6月、第7心理作戦部隊解散。9月30日第15回安保協了承の土地約18,000㎡（北側部分２カ所）を返還。
- 1978年（昭和53年）米陸軍から米海兵隊に移管され、キャンプ瑞慶覧から第三海兵隊役務支援本部などが移駐した。
- 2018年（平成30年）3月31日、浦添市に所在する牧港補給地区の一部土地（国道58号沿い）が返還。

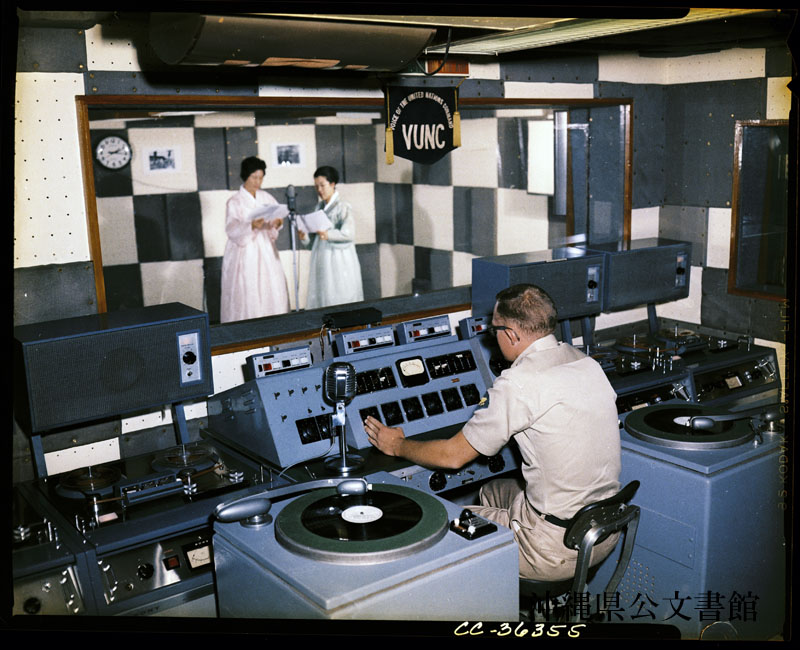
沖縄の米軍基地から朝鮮半島に向けて発信されていた「国連軍の声」(VUNC)。牧港補給地区のスタジオで収録され、平良川通信所から送信された。

## 第7心理作戦群
米軍が1950年の朝鮮戦争勃発によって再び土地の強制接収と住民の武力鎮圧 (銃剣とブルドーザー) を強めていくなか、当然、地元住民の大きな反発も招いた。米陸軍は沖縄戦での心理戦に一定の成果をみていたため、1965年10月20日、第7心理作戦群 (7th psychological operation groups, 通称 "7th psyop") を沖縄で結成した。司令部は牧港補給地区のもっとも奥深くに置かれ、その実態は米国議会にも知らされない「謎の諜報部隊」といわれた。第7心理作戦群は幾つもの心理作戦大隊や中隊を有し、様々な諜報・心理戦活動を行った。
1971年から72年にかけて、この防諜部隊の存在は、瀬名波通信施設の外国放送情報局 FBIS (CIAの電波傍受機関)、知念補給地区 (キャンプ知念) のCIA拠点、国務省管轄のVOA通信所とともに、国会の沖縄・北方特別委員会、沖縄返還協定特別委員会で問題化され、第7心理作戦群は1973年10月11日に沖縄から撤退、ノースカロライナ州フォートブラッグ基地に本部を移転したが、1974年6月30日にその地で解散した。その後、再び再結成され1975年10月30日にカリフォルニア州サンフランシスコのプレシディオに本部を移した。なお、フオートブラッグ基地内の第82空挺師団戦争記念博物館には沖縄戦で用いられた心理戦のビラが保管されている。
| 施設番号 | 名称                 | 第7心理作戦群       |
| -------- | -------------------- | ------------------- |
| FAC6056  | 牧港補給地区         | 司令部              |
| FAC6057  | 牧港補給地区補助施設 | 第7心理作戦部隊倉庫 |
| FAC6034  | 平良川通信所         | ラジオ隊            |

## 小湾地域
- 小湾は同市で唯一、全地域が同基地に収容された字である。そのため小湾住民は宮城に移住させられた。現在は僅かに基地外にも小湾地域はかかっているもののエフエム沖縄や沖縄食糧などがあるのみで住宅地はない。なお、小湾という名称は、宮城の「小湾自治会」や県道251号（パイプライン）の「小湾バス停」として残っている。

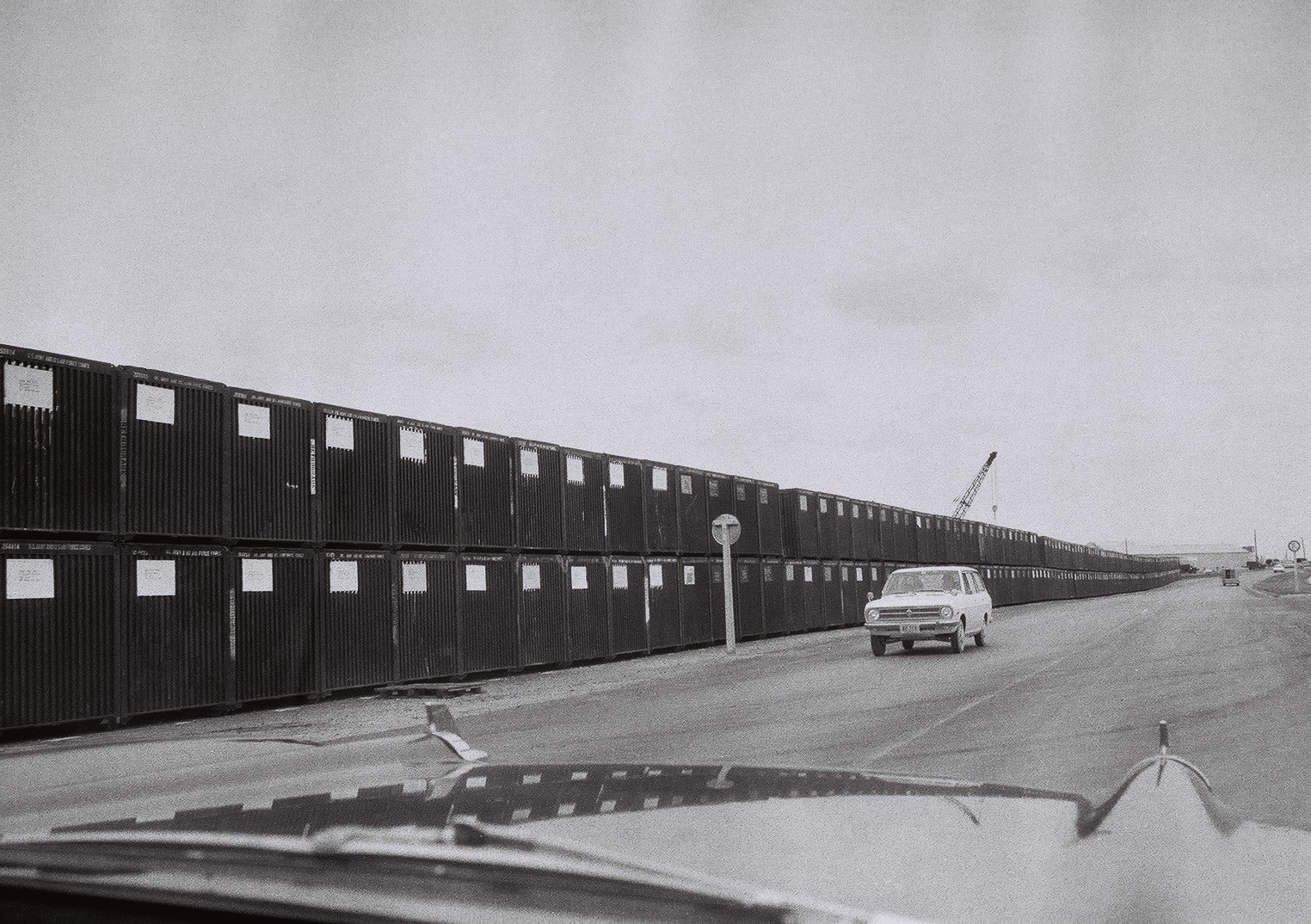
キャンプキンザーで撮影された、ベトナムから引き揚げられた化学物質の集積場の様子。(1971年5月11日)

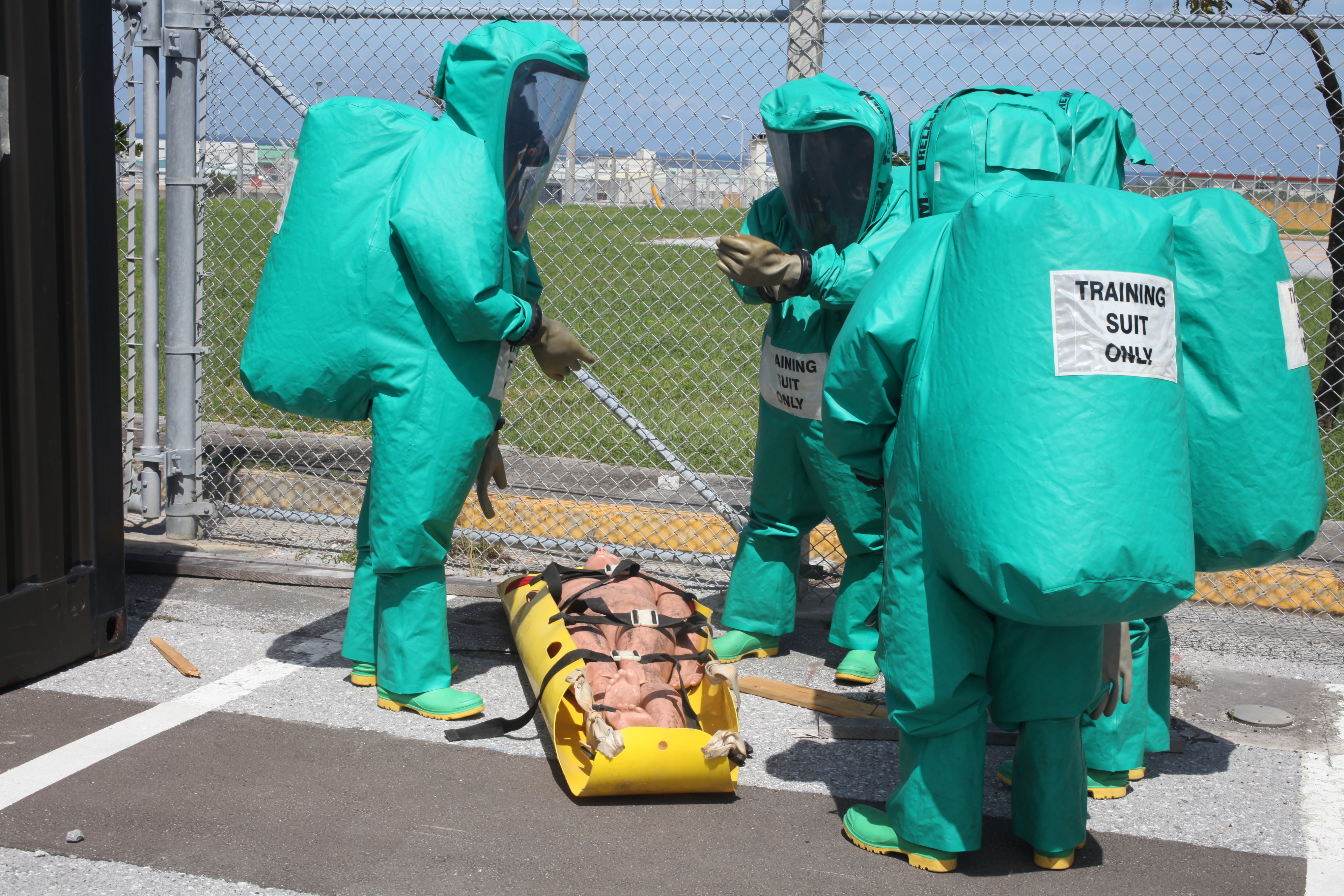
牧港補給地区での CBRN 対策訓練の様子。CBRN とは、化学(Chemical)、生物(Biological)、放射性物質 (Radiological)、核(Nuclear)を用いた兵器はそれぞれの頭文字をとってCBRN兵器と呼ばれる。

## 基地汚染
- 1973年 昭和48年4月 - 廃油流出により沿岸帯が広範囲にわたって汚染される
- 1974年 昭和49年12月19日 - 野積みのまま放置されていた薬物が容器の腐食で海へ流出し沿岸一帯を汚染し、多量の魚類が死滅。
- 1975年 昭和50年1月 - 薬物の流出により沿岸一帯が広範囲にわたって汚染される。8月 - 薬物流出牧港補給地区内の自動車整備場から車体洗浄用薬剤が流出し海岸一帯を汚染。同クリーナーの残液から 高濃度の六価クロム、鉛、カドミウム等の有害物質が検出される。
- 1976年 昭和51年2月12日 - 害虫駆除中の従業員が、帰宅後意識不明に。体内から、大量の臭化メチルが検出。
- 1986年 魚の大量死が発生。
- 1996年 平成8年2月3日 - 民間の建設作業員掘削作業中に刺激物発生。
- 1997年11月13日 - 倉庫で火災が発生し、次亜塩素酸カルシウムが燃焼した。
- 2009年 平成21年4月22日 - 整備中車両から油圧オイル11リットル流出。4月27日 - 倉庫の汚水管から異臭のする液体が漏出、日本人従業員が不調を訴える。[11]
- 2015年のジョン・ミッチェルによる情報公開請求で1993年7月に米軍が作成した「キャンプ・キンザーの有害物質による汚染の可能性に関する資料」の内容が明らかになった[12]。1986年当時、製造・販売が禁止されていたクロルデン、ディルドリン、ポリ塩化ビフェニール (PCB) に汚染された油類などが「高いレベルで土壌や水、魚に含まれていた」と記載されている[13]。

## 返還への取り組み
2013年4月5日、安倍晋三首相によって発表された「沖縄における在日米軍施設・区域に関する統合計画」(Consolidation Plan for Facilities and Areas in Okinawa)、日本での名称「嘉手納以南の米軍基地返還計画」 では、牧港補給地区の全返還が「合意」されたとした。しかしこれまでのところ、計6haにみたない細長い区域が返還された段階にとどまり、2020年には基本計画が見直されることが発表された。

また、移設される米軍施設について、在日米軍施設・区域の土地の賃料、在日米軍従業員の労務費、光熱水料等、訓練移転費と並び、提供施設の整備費等（FIP）費として日本側が負担している。

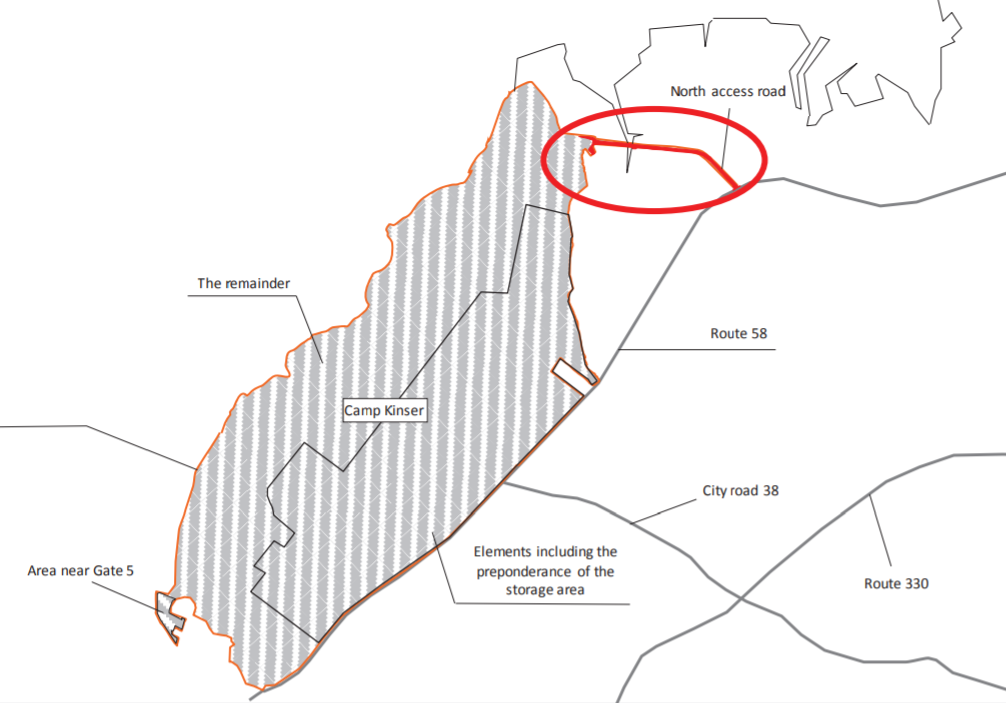
2013年に返還された北側進入路1ha。

### 返還された地所
2013年 北側進入路1haの返還
- 1ha

2013年8月31日、牧港補給地区と国道58号を接続する面積約1ヘクタールの道路 (北側進入路) が浦添市に返還され、安倍政権が4月5日に合意を発表した嘉手納以南の米軍基地返還計画にもとづく第１号の返還となった。この合意では大半が県内の代替施設の建設などの条件付きだが、この土地には条件がなかった 一方、返還後も日米地位協定に基づく施設間移動で米軍が使用することになる。
2018年 国道58号沿い3haの返還
- 3ha

2018年3月31日、国道58号に隣接する土地 (約3ヘクタール) が返還された。1996年12月のSACO最終報告において2017年度中 に条件付き返還 することが合意されていたもので、国道58号の南北およそ2kmの区間が片側4車線に拡大される。5月20日にホテルで返還式典をおこない、沖縄県知事選を意識したためか、菅義偉官房長官も出席した。2021年5月30日に未返還だった区域 0.19ha の返還合意がなされた。
2019年 第5ゲート付近2haの返還
- 1.7ha

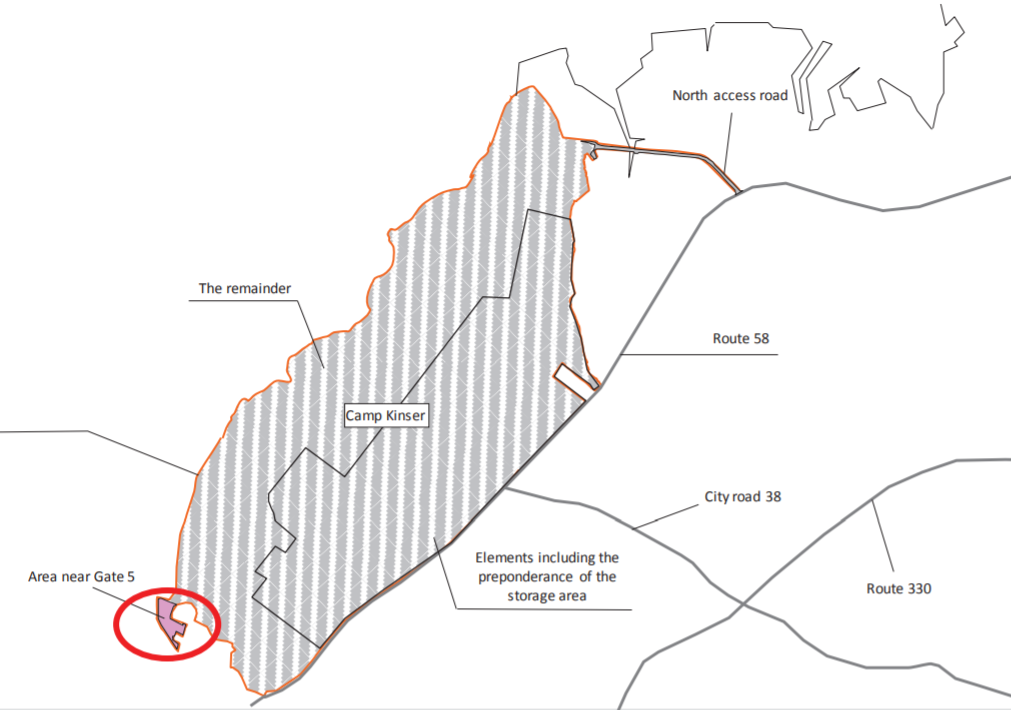
2019年、第5ゲート付近2haが返還された。

2019年3月31日、第５ゲート付近の区域 (約2ヘクタール) が返還された。嘉手納以南の米軍基地返還計画で2014年には返還される予定だったものである。細切れ返還というだけではなく、周辺地域は鉛やPCBなど複数の汚染物質が検出されており、また化学物質が保管されていた場所にも近いため、今後の除去作業が問題となる。

### 返還が言及された地所
安倍政権が2013年に発表した嘉手納以南の米軍基地返還計画 において、二段階に分けた牧港補給地区の全「返還」が言及された。しかし、その返還は実際には関連する施設ごとに米軍基地4か所に「移設」するというもので、その代替施設の建設整備費等は日本が負担することになっている。
倉庫群地区の返還

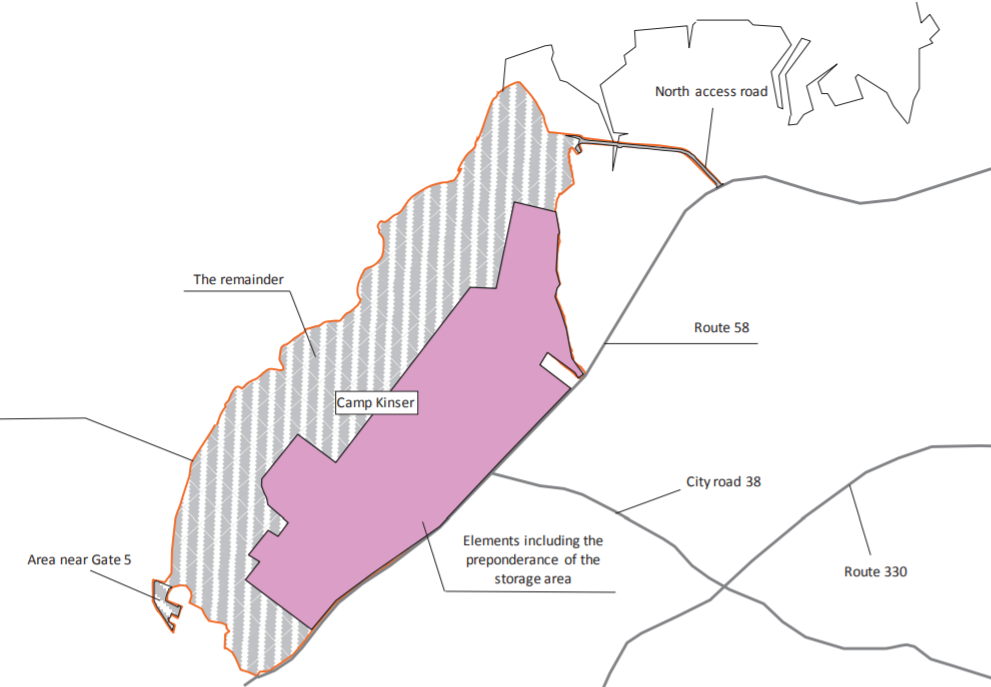
2025年に返還予定されているとする倉庫群地区。

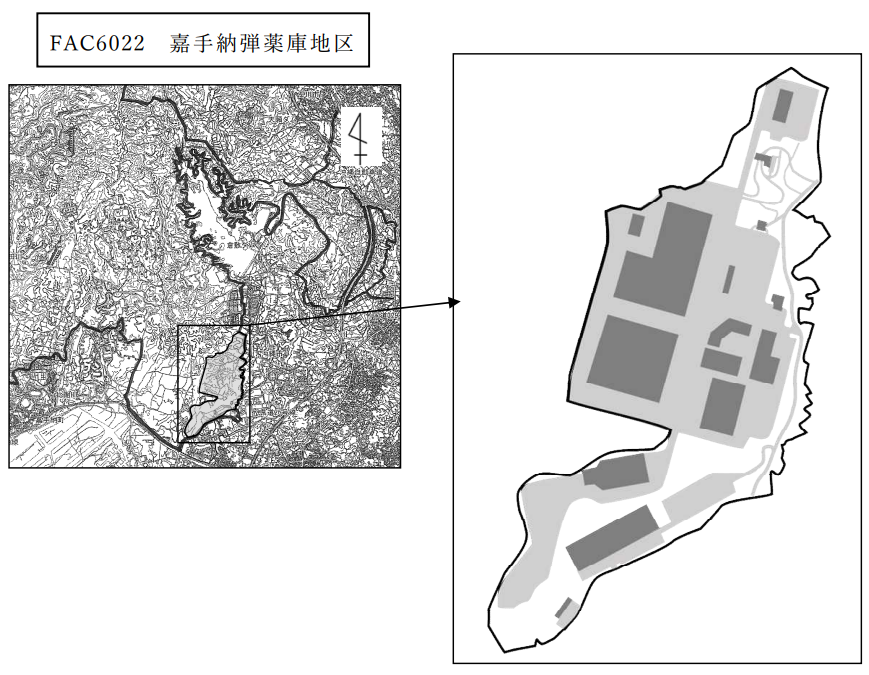
牧港補給地区倉庫地区が移転されることとなった嘉手納弾薬庫知花地区の箇所。

牧港補給地区の東側にある倉庫群地区の返還に関して以下の合意がなされた。
- 予定区域: 約129ha
- 返還条件は以下の4の県内の米軍施設への移設。

1. 陸軍倉庫のトリイ通信施設への移設。
2. 国防省支援機関の施設の嘉手納弾薬庫地区の知花地区への移設。
3. 海兵隊の倉庫、工場等のキャンプ・ハンセンへの移設。
4. 海兵隊郵便局等のキャンプ瑞慶覧への移設。

- 返還予定: 2025年またはそれ以降[30]。

安倍政権が発表した2013年の嘉手納以南の米軍基地返還計画では、牧港補給地区の倉庫群を嘉手納弾薬庫知花地区に移設する条件で、2025年までの条件付き返還合意が決定していたが、防衛省は米側と調整を進め基本計画を見直すことを発表した。マスタープランの見直しは統合計画の策定後初めてとなる。
嘉手納弾薬庫知花地区への移設をめぐり、米側が施設防護基準の厳格化を求めており、防衛省は市道「知花38号」の東側約40ha (嘉手納弾薬庫地区) に施設を配置する計画だったが、沖縄防衛局は西側約30haを新たに提供する必要があるとして、提供区域内の土地の利用者に立ち退きを求めている。
2021年1月28日、日米両政府は日米合同委員会で知花移転の新マスタープラン (MP) を了承した。移設先の敷地面積は45haから80haへと1.8倍で提供されることになる。知花地区には牧港補給地区の倉庫施設およびキャンプ瑞慶覧のスクールバスサービス関連施設など14棟の他に、ゲートや、移転によって通行不可となる市道「知花38号」を新しく敷設する工事も行われることになり、返還は大きくずれ込む予定となる。

一方、4月、嘉手納弾薬庫知花地区へ移転される施設の一つとなっているはずの牧港補給地区内にある洗濯施設を、牧港補給地区内の別の場所に「移設」したとして、日本側が106億円を負担し新築したことを防衛局が発表した。
牧港補給地区の残余の部分

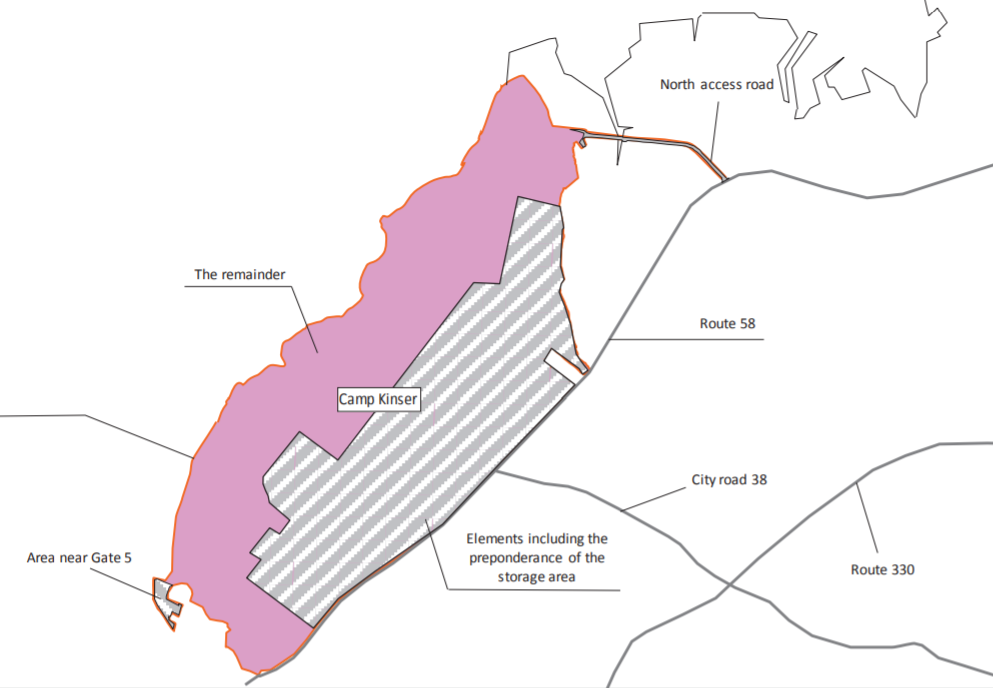
前提となる米海兵隊の日本国外移転は未定。

海兵隊の兵力が沖縄から日本国外の移転に伴い、返還可能となる区域として牧港補給地区の西側の部分が指定されている。しかしその前提となる米海兵隊の国外移転の計画は、決定されていない。
- 予定区域: 約142ha（全返還）
- 返還条件:

1. 牧港補給地区にある海兵隊管理棟等のキャンプ瑞慶覧への移設
2. 米軍放送網（AFN）の送信施設のキャンプ・コートニーへの移設
3. 日本国外の場所に移転する部隊を支援する機能の解除

- 返還予定: 返還条件が満たされ、返還のための必要な手続が完了し、海兵隊の国外移転完了後、2024年度又はその後に返還可能。

しかし、統合計画に注1として「米海兵隊の日本国外の場所への移転に関する計画は、決定されていない」と記載されており 、実際の返還見通しはない。